# Hur ska vi veta vad Gud befallt
Hur ska vi veta vad Gud befallt är en sång med text och musik från 1978 av Ingvar Holmberg.

## Publicerad i
- Segertoner 1988 som nr 603 under rubriken "Efterföljd – helgelse".[1]